# Pedro Cerviño
Pedro Antonio Cerviño (Campo Lameiro, Pontevedra; 6 de septiembre de 1757 - Buenos Aires; 29 de mayo de 1816) fue un ingeniero militar, topógrafo, cartógrafo, editor y docente hispano-argentino de destacada actuación en el Virreinato del Río de la Plata; editó el segundo periódico de la ciudad de Buenos Aires y colaboró en la Revolución de Mayo.

## Biografía

### Origen y estudios
Era hijo de Ignacio Cerviño Gómez y su esposa, Leonor Núñez de la Fuente y Ponce, ambos naturales de Galicia. Por línea paterna era nieto de Ignacio Cerviño Fidalgo y de Esteva Gómez, también gallegos. Emigró a Buenos Aires en 1774 cuando España todavía poseía sus territorios coloniales en América; ingresó como laico a la Tercera Orden Franciscana; se incorporó como cadete al Regimiento de Infantería (Tercio) de Galicia, de guarnición en el Río de la Plata, regresando a España para continuar sus estudios militares superiores.
Tras ser educado en la Real Academia Militar de Matemáticas y Fortificación de Barcelona, regresó a Buenos Aires en 1781 como miembro de la Comisión de Límites con Brasil.

### Actividad científica, periodística y topográfica
Al año siguiente efectuó una expedición científica al Chaco en busca de meteoritos metálicos, y prestó luego servicios como ingeniero de la guarnición militar y naval de Buenos Aires. Por encargo de Félix de Azara recorrió los ríos Paraná y Uruguay, informando sobre su navegabilidad. Cuando Azara se marchó de la región, le confió a Cerviño sus manuscritos, cartas geográficas y otros documentos científicos.
Por encargo del virrey Avilés, realizó un plano topográfico de Buenos Aires, del curso del arroyo Maldonado y del futuro pueblo de Ensenada; planificó también una campaña de desarrollo de la Patagonia, integrando a los nativos.[cita requerida] En 1798 el Consulado de Comercio de Buenos Aires le encargó la realización de una elevación de la Ensenada de Barragán, y junto a Juan de Insiarte y J. De la Peña, realizó una carta náutica del Río de la Plata, que fue enviada a España.
Fue designado por concurso de oposición y antecedentes como primer director de la Escuela Nacional de Náutica, fundada en 1799 por Manuel Belgrano. En ella dictó cursos de geometría elemental y práctica, trigonometría, hidrografía y dibujo. Desde su cátedra, se convirtió en el primer y más ferviente impulsor de la Marina Mercante, que lo reconoce como su propulsor. Su casa era sede de tertulias literarias a las que asistían, entre otros, el deán Funes, Belgrano, Juan José Castelli, Luis José Chorroarín, y otros representantes de la naciente cultura argentina. La escuela sería finalmente cerrada en 1806.
Colaboró con Francisco Cabello y Mesa en el primer periódico de Buenos Aires, el Telégrafo Mercantil. Cuando éste fue cerrado, logró editar, junto con Hipólito Vieytes, el Semanario de Agricultura. En este periódico se especializó en artículos sobre observaciones meteorológicas y topográficas.

### Actividad militar
Ayudó al virrey Sobremonte a preparar la ciudad para un posible ataque inglés; pero sus esfuerzos, como los del virrey, fueron malogrados por la pésima resistencia que le opusieron los cuerpos de línea de Buenos Aires durante la primera de las invasiones inglesas, en 1806. Colaboró con Martín de Álzaga en la reconquista,[cita requerida] y a fines de ese mismo año formó en las filas del Tercio de Gallegos, del cual fue elegido comandante; participó heroicamente en la defensa de Buenos Aires al año siguiente, lo que le valió el reconocimiento de su grado de teniente coronel.
Continuó al mando de su batallón hasta finales de 1809, cuando fue reagrupado con otras unidades, perdiendo su denominación. En enero de ese año, había participado de la llamada Asonada de Álzaga, primer movimiento "juntista". Levantado el pueblo español contra la invasión de Napoleón, en 1808 comenzaron a formarse juntas que gobernaban en nombre del monarca cautivo. En Buenos Aires, la repercusión fue captada por los tercios españoles que dieron el primer paso de la posterior Revolución de Mayo.
Participó en el cabildo abierto del 22 de mayo de 1810, que inició la Revolución de Mayo, y apoyó a la Primera Junta. Perteneció al grupo de seguidores de Cornelio Saavedra. El 23 de julio de 1810, la Junta de Gobierno le volvió a confiar la dirección de su academia, agregando a la formación marítima la militar. A día de hoy no existe certeza del inicio de las actividades de esta academia.
El Segundo Triunvirato lo puso a cargo de la Academia de Matemáticas —que formaba oficiales para el ejército y la marina— y de la Escuela de Náutica; fue el maestro de la mayoría de los oficiales navales y de artillería de las siguientes tres décadas. Cerviño además ayudó a construir las fortificaciones del puerto de Buenos Aires, que nunca llegaron a ser necesarias, pero fracasó en su intento de construir un muelle para la ciudad. En 1814 actualizó y publicó un nuevo plano topográfico de Buenos Aires y sus alrededores.

### Matrimonio y muerte
El 9 de abril de 1802, en la capital bonaerense, contrajo matrimonio con doña Bárbara de Barquín y Velasco, hija de Manuel Antonio de Barquín y Lavín, y de su esposa, Ana María de Velasco y Tagle Bracho, de familia hidalga cántabra.
Pedro Antonio Cerviño falleció en Buenos Aires el 29 de mayo de 1816. Por su calidad de franciscano, sus restos fueron sepultados al día siguiente en el cementerio del convento de San Francisco.

## Honores

### Eponimia
Su obra y pensamiento continúan vivos en la Escuela Nacional de Náutica que dirigió y en el Tercio de Gallegos que fundó y comandó. En su municipio natal de Campo Lameiro, en España, así como en la ciudad de Buenos Aires, existen sendos centros de Educación Infantil y primaria que llevan su nombre, y una calle céntrica del Barrio de Palermo.
Para el Bicentenario Argentino, el Tercio de Gallegos, propuso a Cerviño como el personaje gallego símbolo del compromiso con la Argentina, proponiendo diversas actividades divulgativas de su vida y obra.
Existe un centro educativo con su nombre en la provincia de Pontevedra, España.